# 旋光

测量旋光度的偏振仪原理：1.光源、2.非偏振光、3.起偏器、4.特定的线性偏振光、5.含待测样品的试管、6.偏振光发生旋转、7.检偏器、8.检测器

光通过某些物质，偏振面发生了旋转，这个现象称为旋光现象。这些物质所具有的这种性质成为旋光效应或旋光性。旋光角度与晶体的旋光率有关，旋光率越大，角度越大。旋光角度还与晶体的厚度成正比。旋光效应满足光路可逆性。
对于手性分子，根据其将偏振光旋转的方向可以分为右旋对映体（用(+)-、d-前缀来表示）和左旋对映体（用(-)-、l-前缀来表示）。另外，分子的绝对构型（R、S 构型）通过顺序规则确定，与其旋光性无绝对对应关系，必须通过实验测量或计算机模拟来确定二者的联系。